# Stay (Anna Odobescu-dal)
A Stay (magyarul: Maradj!) Anna Odobescu moldáv énekesnő dala, mellyel Moldovát képviseli a 2019-es Eurovíziós Dalfesztiválon Tel-Avivban.

## Eurovíziós Dalfesztivál
A dal a 2019. március 2-án rendezett moldáv nemzeti döntőben, a O melodie pentru Europa-ban nyerte el az indulás jogát, ahol a zsűri és a nézői szavazatok együttese alakították ki a végeredményt.
A dalt az Eurovíziós Dalfesztiválon először a május 16-i második elődöntőben adják elő.

## Külső hivatkozások
- Dalszöveg
- A dal videoklippje. YouTube-videó, Eurovision Song Contest, 2019. március 11.